# Antrachinone
L'antrachinone è un chinone derivato dall'antracene. È un composto aromatico, la sua molecola è planare.
A temperatura ambiente si presenta come una polvere di colore giallo. Poco solubile in acqua e etanolo, si scioglie nel nitrobenzene e nell'anilina.
Si ottiene per sintesi tramite
- ossidazione dell'antracene
- condensazione del benzene con l'anidride ftalica in presenza di  AlCl3 come catalizzatore (reazione di Friedel-Crafts)
- reazione di Diels-Alder tra naftochinone e 1,3-butadiene

questi ultimi due metodi si prestano alla sintesi di antrachinoni sostituiti, utilizzando anidridi ftaliche o dieni opportunamente sostituiti.
Industrialmente, l'antrachinone trova impiego nella sintesi di sostanze coloranti, quali l'alizarina e per la produzione di farmaci lassativi (antrachinoni). Molti pigmenti di origine naturale sono derivati dall'antrachinone.